# Rigi Scheidegg
Rigi Scheidegg är ett berg i Schweiz.   Det ligger i distriktet Bezirk Gersau och kantonen Schwyz, i den centrala delen av landet, 80 km öster om huvudstaden Bern. Toppen på Rigi Scheidegg är 1 656 meter över havet, eller 111 meter över den omgivande terrängen. Bredden vid basen är 1,3 km. Rigi Scheidegg ingår i Rigi.
Terrängen runt Rigi Scheidegg är bergig åt nordost, men åt sydväst är den kuperad. Runt Rigi Scheidegg är det ganska glesbefolkat, med 42 invånare per kvadratkilometer.. Närmaste större samhälle är Luzern, 16,4 km väster om Rigi Scheidegg. 